# Warings problem
Warings problem formulerades av Edward Waring 1770 och handlar om uppdelningar av ett givet positivt heltal i en summa av så få termer som möjligt, där varje term är en bestämd potens (kvadraten, kuben, fjärde potensen etc.) av ett heltal.
Till exempel består talet 4 av minst en kvadrat (4=22), 7 består av minst fyra kvadrater (7=22+12+12+12), 9 består av minst en kvadrat (9=32), 9 består av minst två kuber (9=13+23), 23 består av minst nio kuber (23=23+23+13+13+13+13+13+13+13) osv.
Man kan visa att det exempelvis aldrig behövs mer än 4 kvadrater eller mer än 9 kuber för en sådan summaframställning. Waring ställde frågan om motsvarande var sant för varje given bestämd potens. Först år 1909 kunde David Hilbert visa att så var fallet. Med andra ord visade Hilbert, att det för varje positivt heltal k finns ett positivt heltal g sådant att varje positivt heltal s kan framställas som en summa av högst g k:tepotenser:
{\displaystyle s=\sum _{i=1}^{l}m_{i}^{k}\,,}
där l är ett positivt heltal som är mindre än eller lika med g, och {\displaystyle m_{1},\ \ldots ,m_{l}\,} är positiva heltal. Låter man {\displaystyle g(k)} vara det minsta möjliga värdet på g för ett givet k, så definierar detta enligt Hilberts sats en heltalsvärd funktion på de positiva heltalen; men Hilberts resultat ger inte funktionsvärdena.

## Taletg(k)
Lagranges fyrakvadraterssats (1770) säger att varje positivt heltal kan skrivas som summan av högst fyra positiva kvadrater; eftersom tre kvadrater inte räcker till visar satsen att g(2) = 4.
Under senare år har man bevisat flera resultat om g(k) med nya mer sofistikerade tekninker. Exempelvis bevisade Liouville att g(4) är högst 53.
Under åren 1909-1912 bevisade Wieferich och A. J. Kempner att g(3) = 9, R. Balasubramanian, F. Dress och J.-M. Deshouillers bevisade 1986 att g(4) = 19, 1964 bevisade Chen Jingrun att g(5) = 37 och 1940 bevisade Pillai att g(6) = 73.
De första värdena av g(k) är:
1, 4, 9, 19, 37, 73, 143, 279, 548, 1079, 2132, 4223, 8384, 16673, 33203, 66190, 132055 ... (talföljd A002804 i OEIS).

## TaletG(k)
Efter arbete av Hardy och Littlewood vet man att det relaterade talet G(k) är mera fundamentalt än g(k).  G(k) definieras som det minsta positiva heltalet s så att varje tillräckligt stort heltal (det vill säga, varje heltal större än någon konstant) kan skrivas som summan av högst s k-te-potenser av positiva heltal.

### Undre gränser förG(k)
| Gränser för G(k) |
| ---------------- |
| 4 = G(2) = 4     |
| 4 ≤ G(3) ≤ 7     |
| 16 ≤ G(4) ≤ 16   |
| 6 ≤ G(5) ≤ 17    |
| 9 ≤ G(6) ≤ 24    |
| 8 ≤ G(7) ≤ 33    |
| 32 ≤ G(8) ≤ 42   |
| 13 ≤ G(9) ≤ 50   |
| 12 ≤ G(10) ≤ 59  |
| 12 ≤ G(11) ≤ 67  |
| 16 ≤ G(12) ≤ 76  |
| 14 ≤ G(13) ≤ 84  |
| 15 ≤ G(14) ≤ 92  |
| 16 ≤ G(15) ≤ 100 |
| 64 ≤ G(16) ≤ 109 |
| 18 ≤ G(17) ≤ 117 |
| 27 ≤ G(18) ≤ 125 |
| 20 ≤ G(19) ≤ 134 |
| 25 ≤ G(20) ≤ 142 |

Talet G(k) är större eller lika stort som
2r + 2             om k = 2r med r ≥ 2 eller k = 3×2r;
pr + 1             om p är ett primtal större än 2 och k = pr(p − 1);
(pr + 1 − 1)/2    om p är ett primtals törre än 2 och k = pr(p − 1)/2;
k + 1             för alla heltal k större än 1.

### Övre gränser förG(k)
Genom att använda en förbättrad version av Hardy-Littlewoods cirkelmetod bevisade I. M. Vinogradov flera resultat om G(k), såsom (1947)
{\displaystyle G(k)\leq k(3\log k+11)}
och
{\displaystyle G(k)\leq k(2\log k+2\log \log k+C\log \log \log k)}
för någon konstant C och alla tillräckligt stora k  1959.  
Genom att använda sin p-adiska form av Hardy-Littlewood-Ramanujan-Vinogradovs metod för uppskattning av trigonometriska summor, där summan är över alla tal med små primtalsdelare, bevisade Anatolii Alexeevitch Karatsuba 1985 (för {\displaystyle n\geq 400}):
{\displaystyle \!G(n)<2n\log n+2n\log \log n+12n.}
Wooley bevisade att för någon konstant C är
{\displaystyle G(k)\leq k\log k+k\log \log k+Ck.}